# Symbole Jukonu
Oficjalne symbole terytorium Jukon
| Flaga                          | Flaga |
| ------------------------------ | --- |
| Jukon                          | Flaga Jukonu składa się z trzech pionowych pasów. Lewy, zielony symbolizuje lasy, środkowy, biały śniegi, prawy, niebieski wody – jeziora i rzeki. Na środkowym pasie znajduje się tarcza herbowa godła Jukonu objęta od dołu girlandą z Epilobium angustifolium, terytorialnego kwiatu. |
| Herb                           | |
|                                | Tarcza herbowaDwudzielna, w górnej części znajduje się czerwony krzyż św. Jerzego na białym tle, godło Anglii. W jego centralnym punkcie znajduje się symbol traperów i handlarzy futrami roundel in vair. Dolna, większa część pokazuje rysunek, stylizowany na prymitywistyczną indiańską ikonę. Dwa czerwone trójkąty obrazują góry Jukonu, a kółka na nich symbolizują ich zasoby naturalne. Biała falista linia symbolizuje rzekę Jukon, największą rzekę terytorium. GodłoTarcza herbowa zwieńczona jest białą poduszką ze złoto–czerwonym lampasem, na którym stoi pies rasy husky, powszechnie używany przez mieszkańców terytorium pies pociągowy i roboczy. |
| Symbole zwierzęce i roślinne   | |
|                                | Kruk – ptak powszechnie spotykany na całym terytorium, na pustkowiach i na terenach zamieszkanych. W wierzeniach indiańskich kruk jest świętym ptakiem, z którym związanych jest wiele mitów, między innymi o pochodzeniu światła dziennego, słońca i księżyca. Symbol został przyjęty w 1985 roku. |
|                                | Jodła górska (Abies lasiocarpa) – drzewo powszechnie spotykane na południe od równoleżnika 64°N. Drzewo wyrasta do wysokości 6 do 20 m. Powszechnie używane jako drzewo ozdobne i choinka bożonarodzeniowa. Igły bogate w witaminę C, używane są przez Indian do parzenia napoju posiadającego walory smakowe i lecznicze. Symbol przyjęty w 2001 roku. |
|                                | Wierzbówka kiprzyca (Epilobium angustifolium) – roślina spotykana w całym terytorium. Rośnie wzdłuż dróg i brzegów rzek. Długość jej pędów sięga kilku metrów. Od połowy lipca do września obsypują się kwiatami w kolorze różowym. Roślina jest bardzo żywotna i zwykle jako pierwsza pojawia się na pogorzeliskach. Młode pędy rośliny po ugotowaniu są jadalne. Roślina została przyjęta jako symbol terytorialny w 1957 roku. |
| Symbol mineralny               | |
|                                | Lazulit – lazurowy w kolorze kamień półszlachetny spotykany w Jukonie na południe od wybrzeży Morza Beauforta. Lazulit z Jukonu należy do najpiękniejszych spotykanych na świecie. Symbol przyjęty w 1976. |
| Tartan                         | |
|                                | Szkocka krata – nieortodoksyjna w wyglądzie została zaprojektowana w 1967 i ostatecznie zatwierdzona w 1984. Kolory zawarte w kracie symbolizują: - Niebieski – nieboskłon - Zielony – lasy - Biały – śniegi - Złoty – złoto - Purpura – kolor płatków kwiatu terytorialnego |
| Tablica rejestracyjna pojazdów | |
|                                | Element graficznystylizowany rysunek poszukiwacza złota z płuczką w rękach. SloganThe Klondike – Klondike |